# Řevničov
Řevničov (lidově a do roku 1923 též úředně Řenčov, německy Rentsch) je obec v okrese Rakovník ve Středočeském kraji. Žije v něm přibližně 1 500 obyvatel.

## Historie

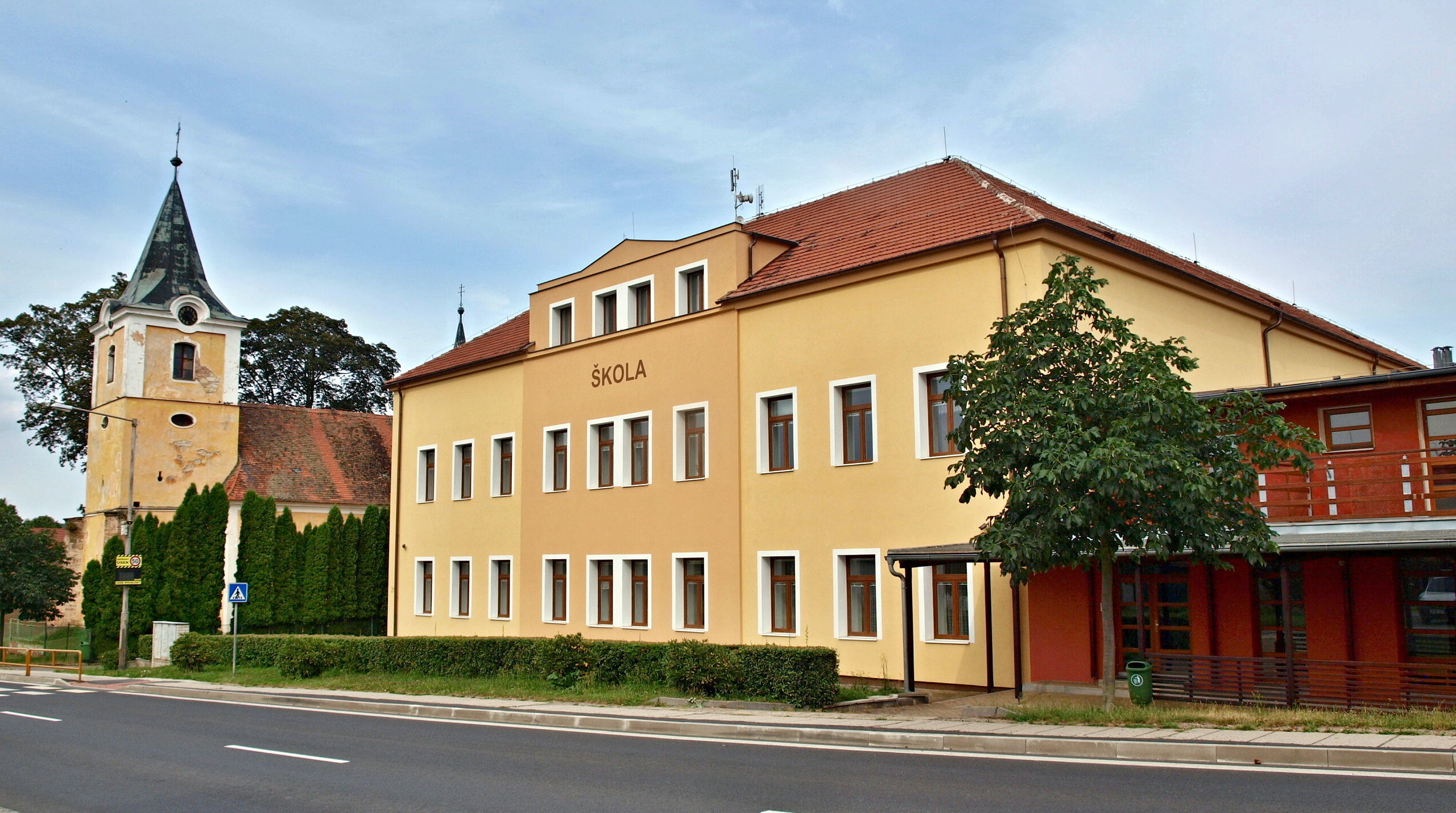
Řevničovská škola, vlevo od ní kostel sv. Petra a Pavla

Řevničov patří k nemnoha sídlům, u nichž je známo přesné datum jejich vzniku. Dne 4. listopadu 1325 vydal král Jan Lucemburský v bavorském Münnerstadtu latinsky psanou listinu, jíž jistého Přibyslava ze Štědré pověřil založením vesnice (villam Rzewniczow) podle purkrechtního práva; zakladatel přitom obdržel pro sebe i své dědice funkci rychtáře. Vesnice byla vyměřena na královském panství Křivoklát při již tehdy významné křižovatce cest.
V době husitských válek se v lese poblíž  obce 9. června 1434 odehrála tzv. Bitva u Řevničova, ve které se žatecko-lounský svaz pod vedením husitského hejtmana Jakoubka z Vřesovic utkal s pány z plzeňského lanfrýdu. Asi 150 padlých bylo pochováno u kostela svaté Markéty v nedaleké obci Kroučová.
Za třicetileté války byla obec vypálena a zpustla. Po válce má Řevničov pouhých 33 obyvatel. Roku 1658 obec získal Jan Adolf I. ze Schwarzenbergu, jemuž se podařilo znovu do vsi přivést osadníky, hospodáře a řemeslníky. Poté byla ves prodána nejvyššímu purkrabímu Království českého, Arnoštovi z Valdštejna. Poslední dědička krušovického panství z rodu Valdštejnů Josefa se provdala za knížete z Fürstenberka, čímž také Řevničov připadl do držení tohoto rodu až do zrušení poddanství.
Rozvoj obce nastal především po roce 1812 po výstavbě nové silnice ze Slaného do Karlových Varů.

### Rok 1978
Vloupáním do hájovny si zde 23. května 1978 bratranci Barešovi opatřili tři střelné zbraně, které následně použili při únosu autobusu s 39 studenty a řidičem. Jejich motivace byla dostat se za použití rukojmí na Západ, kde chtěli začít nový život.

## Přírodní poměry

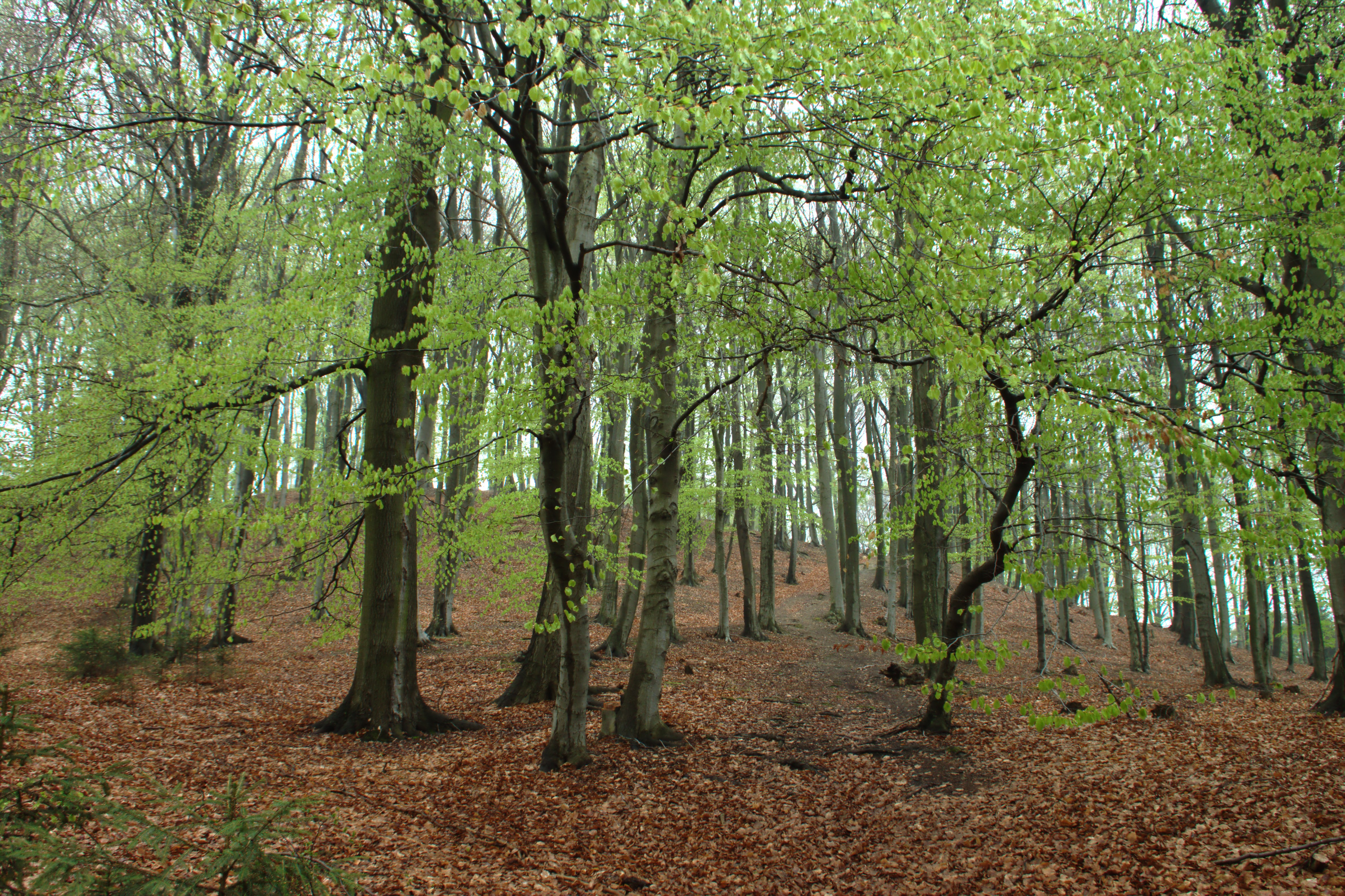
Les na Louštíne

Řevničov leží asi čtyři kilometry severozápadně od Nového Strašecí, deset kilometrů severovýchodně od okresního města Rakovníka a dvacet kilometrů jihozápadně Slaného.
Do katastru obce, konkrétně do jeho jižní části, spadá také samota Horácká Lísa, někdejší hájovna, využívaná jako zahradnická prodejna. Na území Řevničova jihovýchodním směrem od obce poblíž Krušovic se nachází vrch Louštín (537 metrů) s pozůstatky pravěkého hradiště a Malý Louštín (526 metrů) se zbytky zámecké zdi. Jižně od obce se rozkládá přírodní rezervace Prameny Klíčavy. Asi tři kilometry jihovýchodně od vesnice je rekreační středisko u Buckého rybníka.

## Obyvatelstvo
| Rok            | 1869  | 1880  | 1890  | 1900  | 1910  | 1921  | 1930  | 1950  | 1961  | 1970  | 1980  | 1991  | 2001  | 2011  | 2021  |
| -------------- | ----- | ----- | ----- | ----- | ----- | ----- | ----- | ----- | ----- | ----- | ----- | ----- | ----- | ----- | ----- |
| Počet obyvatel | 1 424 | 1 587 | 1 558 | 1 641 | 1 691 | 1 717 | 1 704 | 1 441 | 1 522 | 1 463 | 1 461 | 1 441 | 1 412 | 1 407 | 1 403 |
| Počet domů     | 160   | 198   | 216   | 233   | 259   | 291   | 357   | 396   | 385   | 377   | 377   | 450   | 473   | 509   | 525   |

## Obecní správa

### Územněsprávní začlenění
Dějiny územněsprávního začleňování zahrnují období od roku 1850 do současnosti. V chronologickém přehledu je uvedena územně administrativní příslušnost obce v roce, kdy ke změně došlo:
- 1850 země česká, kraj Praha, politický okres Rakovník, soudní okres Nové Strašecí[7]
- 1855 země česká, kraj Praha, soudní okres Nové Strašecí
- 1868 země česká, politický okres Slaný, soudní okres Nové Strašecí
- 1939 země česká, Oberlandrat Kladno, politický okres Slaný, soudní okres Nové Strašecí[8]
- 1942 země česká, Oberlandrat Praha, politický okres Slaný, soudní okres Nové Strašecí[9]
- 1945 země česká, správní okres Slaný, soudní okres Nové Strašecí[10]
- 1949 Pražský kraj, okres Nové Strašecí[11]
- 1960 Středočeský kraj, okres Rakovník
- 2003 Středočeský kraj, obec s rozšířenou působností Rakovník

### Obecní symboly
Znak a vlajka byly obci uděleny rozhodnutím předsedy Poslanecké sněmovny Parlamentu České republiky dne 21. června 1999.

## Společnost
V obci Řevničov (1717 obyvatel, poštovní úřad, telegrafní úřad, telefonní úřad, četnická stanice, katol. kostel, sbor dobrovolných hasičů) byly v roce 1932 evidovány tyto živnosti a obchody: 2 autodopravci, 2 bednáři, biograf Sokol, brusič, cihelna, cukrář, 3 obchody s cukrovinkami, 5 obchodníků s dobytkem, družstvo pro rozvod elektrické energie v Řevničově, galanterie, obchod s umělými hnojivy, hodinář, 2 holiči, 9 hostinců, 2 obchodníci s chmelem, jednatelství, kamenický závod, 2  kapelníci, 3 koláři, konsumní družstvo, 4 kováři, 2 krejčí, obchod s květinami, obchod s materiálním zbožím, mlýn, 5 obuvníků, obchod s ovocem a zeleninou, 2 pekaři, pila, pletárna, pokrývač, 2 porodní asistentky, restaurace, 5 řezníků, sedlář, sklenář, 6 obchodů se smíšeným zbožím, spořitelní a záložní spolek pro Řevničov, 2 stavební hmoty, stavitel, výroba obuvnických svršků, 2 švadleny, 3 trafiky, 2  truhláři, 3 zámečníci.

## Doprava
Řevničov se nacházel na rušné křižovatce dálkové silnice I/6 (Praha – Karlovy Vary) a silnice I/16 (směr Slaný, Mělník). Koncem roku 2020 byl jižně od vesnice zprovozněn úsek dálnice D6, na který byl napojen obchvat silnice I/16 (exit 38). Tím byl tranzit z Řevničova vyveden a v obci došlo ke zklidnění dopravy.
Na železniční trati Praha – Kladno – Rakovník leží stanice Řevničov, umístěná uprostřed lesa asi čtyři kilometry jihovýchodně od vesnice. Obsluhuje ji autobusová linka 583 z Řevničova do Nového Strašecí.
Z obce jezdí autobusové linky např. do těchto cílů: Kladno (linky 600, 619, 628), Praha (linka 305), Rakovník (linky 305, 580), Slaný (linka 580), Vinařice (linka 600), Ročov (linka 619)

## Pamětihodnosti

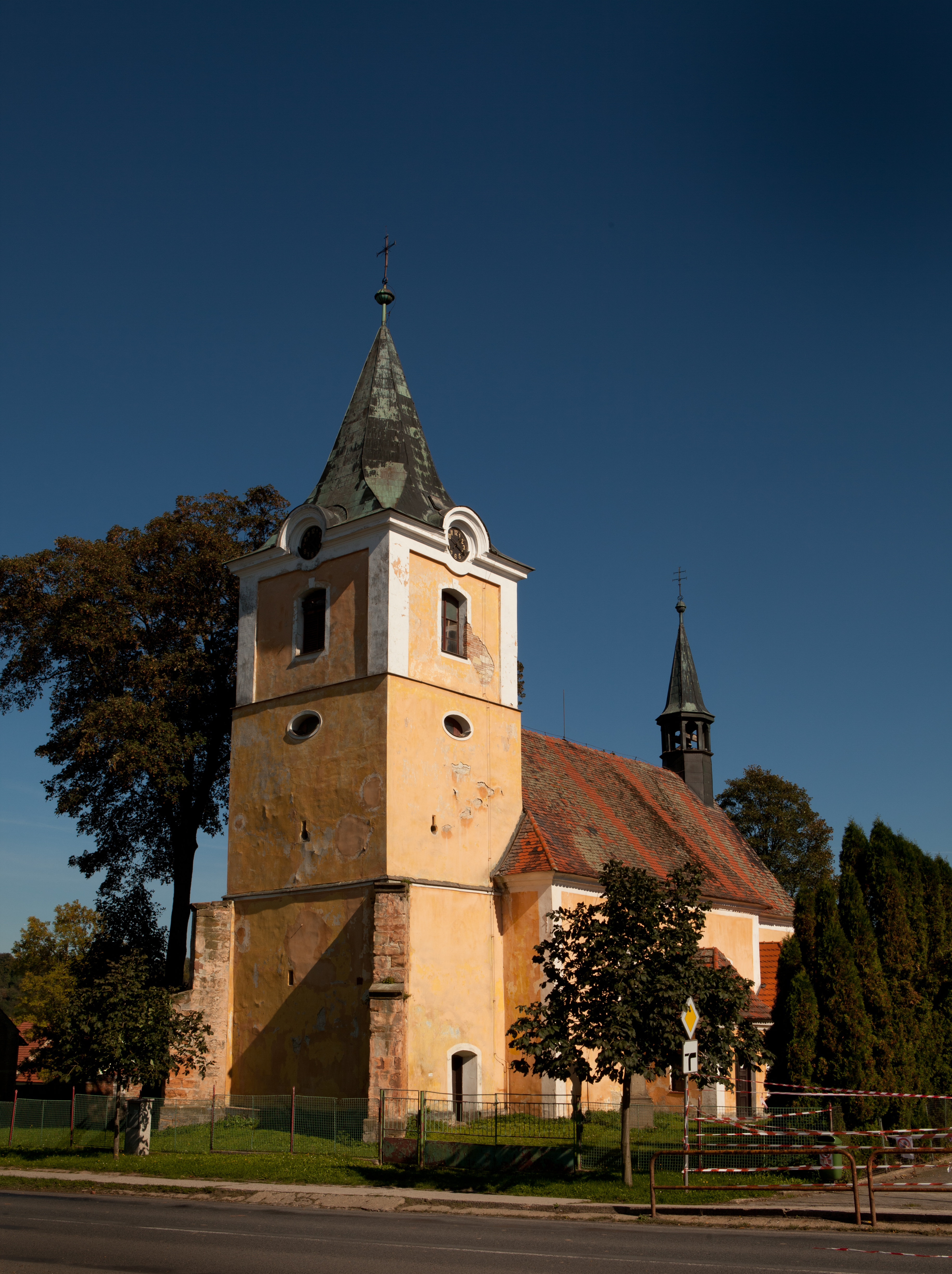
Kostel svatého Petra a Pavla

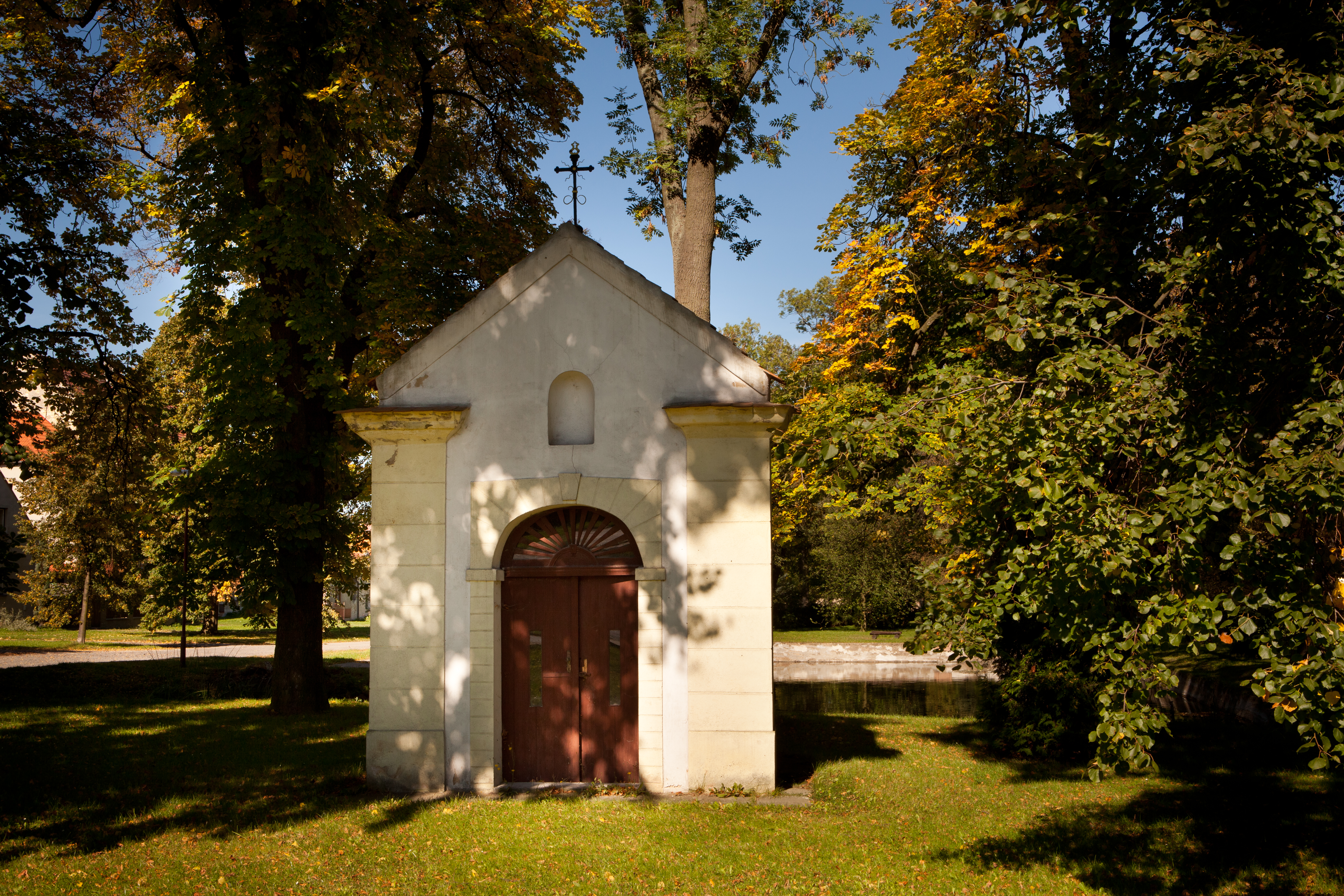
Kaple svaté Anny

V obci stojí původně gotický, barokně přestavěný kostel svatého Petra a Pavla, u něho je kříž. Při silnici směrem k Lounům se nachází kaple svaté Anny a v zahradě mateřské školy pozdně barokní socha svatého Jana Nepomuckého. Budova školy byla postavena roku 1884 podle návrhu architekta Rudolfa Štecha ze Slaného. V roce 1927 byla otevřena sokolovna, adaptovaná z bývalého špýcharu fürstenberského dvora.

## Osobnosti
- Josef Kadraba fotbalista, držitel stříbrné medaile z mistrovství světa ve fotbale 1962 v Chile
- Břetislav Štorm (1907–1960), architekt, výtvarník, památkář, heraldik, prozaik, odborný publicista
- František Josef Hlaváček (1853–1937), původně horník, novinář, autor sociální poezie, povídek, dělnických textů a českého textu Písně práce
- Antonín Hajný (1917–1989), učitel, kulturní pracovník a regionální publicista
- Rudolf Janota (1885–1945), docent, hydrolog, půdoznalec, vysokoškolský pedagog, odborný publicista
- Adolf Štys (1865–1942), profesor, konstruktér
- Lubomír Vent (1928–2008), chmelařský odborník
- Václav Vosyka (1880–1953), hudební pedagog a skladatel, sbormistr, dirigent, odborný publicista, středoškolský pedagog
- Soter Vonášek (1891–1953), malíř (krajinář), středoškolský pedagog, v letech 1942–1953 žil a tvořil v Řevničově
- Pobýval zde krátce budoucí československý prezident Edvard Beneš, v roce 1915 patrně odtud odjížděl do emigrace.